# Dennis Joseph Dougherty
Denis Joseph Dougherty (Ashland, 16 de agosto de 1865 - Filadélfia, 31 de maio de 1951) foi uma cardeal americano, arcebispo de Filadélfia.

## Vida
Denis Joseph Dougherty estudado em Montréal , Overbrook e Roma bandejas teologia católica e filosofia . Ele completou seus estudos com um doutorado para o doutor em teologia e recebidas em 31 de Maio 1890, o sacramento de Ordens Sagradas . Ele então realizou os deveres do Zials Oficial da Arquidiocese de Filadélfia e ensinou no Seminário de Overbrook as disciplinas Inglês , latino , história e religião católica.
Em 12 de junho de 1903, ele foi nomeado bispo de Nueva Segovia nas Filipinas . A ordenação episcopal recebeu Denis Joseph Dougherty dois dias depois pelo cardeal Francesco Satolli . Os co- consagradores foram o arcebispo Pietro Gasparri e o bispo emérito de Guastalla , o arcebispo Enrico Grazioli .
O Papa Pio X nomeou Denis Joseph Dougherty como Bispo de Jaro nas Filipinas em 21 de junho de 1908 . Papa Bento XV Rememorou-o à sua pátria americana e nomeou-o em 9 de dezembro de 1915 Bispo de Buffalo . Em 1 de maio de 1918, Dougherty foi nomeado arcebispo de Filadélfia e apresentado em 10 de julho do mesmo ano no escritório.
Em 7 de março de 1921 Denis Joseph Dougherty estava no contexto do Consistório do Papa Bento XV. como padre cardeal com a igreja titular Santi Nereo ed Achilleo acrescentou ao Colégio de Cardeais . Denis Joseph Cardeal Dougherty participou do conclave de 1939 . Ele morreu em 31 de maio de 1951 na Filadélfia e foi enterrado na catedral local .
Seu sobrinho era o bispo de Scranton , Joseph Carroll McCormick .